# Carlos Valderrama
Carlos Alberto Valderrama Palacio, född 2 september 1961 i Santa Marta, är en colombiansk före detta fotbollsspelare. Valderrama representerade Colombia vid VM 1990, 1994 och 1998, samt i Copa América vid fyra olika tillfällen. 
Hans blick för spelet och iögonfallande frisyr gjorde honom till en av sin tids mest välkända spelare.

## Karriär

### Klubblag
Valderrama inledde sin seniorkarriär i Unión Magdalena, innan han flyttade till colombianska storklubbarna Millonarios och Asociación Deportivo Cali. Det var i Deportivo Cali som karriären verkligen tog fart, där hans samspel med Bernardo Redín blev legendariskt.
Valderrama fortsatte efter tre säsonger med Deportivo Cali karriären i Europa, först med Montpellier och därefter Real Valladolid, innan han återvände till Colombia.
1996 flyttade Valerrama till MLS där han representerade Tampa Bay Mutiny, Miami Fusion, Tampa Bay igen och slutligen Colorado Rapids.
Som spelare i Tampa Bay Mutiny blev Valderrama 2000 den första spelaren att göra över 20 assist på en säsong. Han gjorde totalt 26.
Valderramas avslut från den aktiva karriären kom i en uppvisningsmatch 2004 med bland annat Diego Armando Maradona, Enzo Francescoli och José Luis Chilavert på planen.

### Landslag
Valderrama representerade Colombia vid VM 1990, 1994 och 1998, samt i Copa América vid fyra olika tillfällen. Vid flera av turneringarna var han lagkapten.
Valderrama debuterade för landslaget mot Paraguay i slutet av kvalet till VM 1986. Laget spelade ett dubbelmöte mot Paraguay där vinnaren fick spela kvalfinal. Något som i efterhand kan ses som symboliskt är att landslagslegendaren Willington Ortiz i samma dubbelmöte gjorde sitt sista landslagsframträdande. Han hade under 70- och början på 80-talet varit Colombias främsta spelare och Valderrama, som i dessa möten debuterade, skulle visa sig vara landslagets nya ledstjärna.
Efter Copa América 1987 utsågs Valderrama till turneringens bäste spelare framför Diego Maradona, vars Argentina colombianerna slagit i bronsmatchen.
Colombia kvalificerade sig för VM 1990, landets första världsmästerskap sedan 1962. Här skulle Valderrama presentera sig för de breda massorna på riktigt. I första matchen mot Förenade Arabemiraten fastställde han slutresultatet till 2-0 och mot blivande världsmästarna Västtyskland serverade han på tilläggstid Freddy Rincón en delikat passning till slutresultatet 1-1. Det oavgjorda resultatet innebar att laget tog sig vidare från gruppspelet.
I åttondelsfinalen mot Kamerun glänste Valderrama återigen och matchen gick till förlängning, men matchen är främst ihågkommen för de två minnesvärda mål 38-årige Roger Milla gjorde som slog ut Colombia ur turneringen.
I de två senare VM-turneringarna 1994 och 1998 gick det mindre bra för Valderrama och hans lag. De åkte ut i gruppspelet i båda turneringarna. I det sista mästerskapet i Frankrike var det tydligt att åldern hunnit ikapp Valderrama, då 36 år fyllda. Man vann över Tunisien men Valderramas inflytande på laget var inte vad det varit tidigare. Hans sista match i landslaget var 0-2-förlusten mot England.
Sammanlagt gjorde Valderrama 111 framträdanden i den colombianska landslagsdräkten, på dessa gjorde han 11 mål.